# فیروزه (سیرجان)
فیروزه روستایی در دهستان شریف‌آباد بخش مرکزی شهرستان سیرجان استان کرمان ایران است.

## جمعیت
بر پایه سرشماری عمومی نفوس و مسکن در سال ۱۳۹۵ جمعیت این مکان ۶۴۹ نفر (۲۰۱خانوار) بوده‌است.